# گری پولتر
گری پولتر (به انگلیسی: Gary Poulter) (زاده ۱۶ سپتامبر ۱۹۵۹-درگذشته ۱۹ فوریهٔ ۲۰۱۳) بازیگر آمریکایی بود.
از فیلم‌های معروف او می‌توان به بازی در فیلم جو اشاره کرد.